# Amguema
Amguema, Amgujema nebo Omvaam (rusky Амгуэма, Амгуема nebo Омваам) je řeka v Čukotském autonomním okruhu v Rusku. Je 498 km dlouhá. Povodí má rozlohu 28 100 km². Na horním toku se nazývá Vulvyvejem rusky Вульвывеем),

## Průběh toku
Pramení na Čukotské planině. Překonává četné peřeje a proud je prudký. V údolí řeky se nachází velké množství jezer. Na jejím toku se nacházejí osady Dorožnyj, Amguema, Tranzitnyj a Geologičeskij. Ústí do Čukotského moře.

## Využití
V povodí řeky se nacházejí naleziště olova, wolframu a zlata.